# 名賀亜美
名賀 亜美（なが あみ、1991年4月11日 - ）は、日本の元女性声優。東京都出身。A&Gアカデミー8期生。フリー。
時期は不明だが事務所を退所し、2023年6月28日時点で声優業を引退している。

## 来歴
A&Gアカデミーを卒業後、2010年に青二プロダクションに所属する。2012年12月に青二プロダクションを退所し、2014年にAIR AGENCY声優養成所に入所。AIR AGENCY声優養成所を卒業後、2015年からAIR AGENCYに所属。

## 後任
名賀の引退後、持ち役を引き継いだ人物は以下の通り。
| 後任     | 役名 | 概要作品               | 後任の初担当作品      |
| -------- | ---- | ---------------------- | --------------------- |
| 緒方佑奈 | フウ | 『ポケモンマスターズ』 | 2023年6月28日更新以降 |

## 出演

### テレビアニメ
2011年
- ONE PIECE（女）

2012年
- ガッ活!（2012年 - 2013年、アルパ子、塚原、栗山、佐伯、先生、竹先生、洋一） - 2シリーズ
- 聖闘士星矢Ω（女B、子供、女）
- BRAVE10（町人、令嬢）

2017年
- タイムボカン 逆襲の三悪人（生徒2）

### 劇場アニメ
- 映画かいけつゾロリ うちゅうの勇者たち（2015年）

### ゲーム
2010年
- ゴッドイーター バースト（アネット・ケーニッヒ）

2011年
- テイルズ オブ エクシリア

2012年
- 那由多の軌跡（研究員シーラム、研究員コロン）

2015年
- 蒼穹のスカイガレオン（ラケシス、ヘルメス）
- V.D. -Vanishment Day-
- 雷子（陸遜）

2017年
- デウスエクス マンカインド・ディバイデッド

2019年
- ポケモンマスターズ（フウ〈初代〉）

### ラジオ
- アクターズゲート･よってく? Dolce milka （超!A&G+: 2010年4月8日 - 2010年9月30日）
- 超!A&Gミュージック+TV （木曜日パーソナリティ、超!A&G+: 2010年10月7日 - 2011年3月24日）
- 超!A&Gミュージック+TV （金曜日パーソナリティ、超!A&G+: 2011年4月8日 - 2011年9月23日）
- 田中真奈美・名賀亜美のミュージック+30 （超!A&G+: 2011年4月1日）
- 声優グランプリ ザ・Radio （超!A&G+: 2012年4月8日 - 2013年6月23日）

### ラジオドラマ
- 青山二丁目劇場
  - 一人学食（望月杏子）
  - 人魚のハンドルキーパー（石川碧）

### 実写
- 声優チャット
- 声優カフェ
- クロンチャンネル『雷子』 ＃5　（ゲスト出演/YouTube：2015年6月11日）